# Porto Walter
Porto Walter là một đô thị thuộc bang Acre, Brasil. Đô thị này có diện tích 6136 km², dân số năm 2007 là 5189 người, mật độ 0,85 người/km².